# Louis Bell
Pour les articles homonymes, voir Bell.
Louis Bell est un auteur-compositeur et producteur de musique américain né le 27 mai 1982 à Quincy dans le Massachusetts. Il est l'un des collaborateurs réguliers du rappeur Post Malone avec qui il a travaillé sur les albums Stoney, Beerbongs & Bentleys et Hollywood's Bleeding.

## Biographie
Louis Bell naît le 27 mai 1982 à Quincy dans le Massachusetts et grandit dans le quartier de Boston dans cette même ville. Au début des années 2000, il commence à composer des mélodies sur un clavier que sa mère lui a offert et fait également du rap sous les pseudonymes Loudacris et Lou Balls. Il décide finalement d'installer un studio d'enregistrement dans son sous-sol afin de pouvoir produire des artistes locaux. Il décide d'emménager à Los Angeles en 2013, lorsqu'il rencontre Mike Stud et son manager Austin Rosen.
Ce dernier lui présente Dre London, le manager de Post Malone, en novembre 2015. Il travaille au mixage d'une chanson du rappeur qui lui demande par la suite de se joindre à Frank Dukes et son équipe pour la production de son premier album Stoney,. Louis Bell co-écrit la moitié des chansons et en produit une partie.
En parallèle, il travaille avec d'autres artistes. Il co-écrit et co-produit la chanson Let Me Love You de DJ Snake et Justin Bieber. Ce single atteint la quatrième place du Billboard Hot 100 en août 2016.
Alors qu'elle prépare son premier album solo, la chanteuse Camila Cabello fait appel à Louis Bell pour l'aider à se différencier du style musical de son ancien groupe Fifth Harmony. Il co-écrit pour elle la chanson Havana qu'elle interprète avec le rappeur Young Thug. Ce single publié en 2017 prend la tête du Billboard Hot 100. La même année, il collabore avec la chanteuse Selena Gomez pour l'écriture des chansons Wolves et It Ain't Me,.
Il participe à la création de Beerbongs & Bentleys, le deuxième album de Post Malone publié en 2018 qu'il co-produit et dont il co-écrit toutes les chansons. Deux singles qui en sont extraits, Rockstar et Psycho, atteignent la première place du Billboard Hot 100,. La même année, il co-produit aussi les chansons Lost in Japan (en) de Shawn Mendes et Youngblood (en) de 5 Seconds of Summer,.
Il co-écrit trois titres qui prennent la première place du Billboard Hot 100 en 2019 : Without Me d'Halsey, Sunflower de Post Malone et Swae Lee et Sucker des Jonas Brothers,,. Il gagne le prix du producteur de l'année lors de la sixième cérémonie des iHeartRadio Music Awards en mars et le prix ASCAP du parolier pop de l'année en mai. Lors du lancement des classements de Billboard Hot 100 Producers et Hot 100 Songwriters le 15 juin, il occupe respectivement la deuxième et la quatrième position.

## Distinctions

### ASCAP Pop Music Awards
| Année | Travail nommé   | Catégorie           | Résultat | Réf.   |
| ----- | --------------- | ------------------- | -------- | ------ |
| 2017  | Let Me Love You | Chanson gagnante    | Lauréat  | [ 10 ] |
| 2018  | Let Me Love You | Chanson gagnante    | Lauréat  | [ 11 ] |
| 2018  | Havana          | Chanson gagnante    | Lauréat  | [ 11 ] |
| 2018  | Rockstar        | Chanson gagnante    | Lauréat  | [ 11 ] |
| 2019  | Rockstar        | Chanson gagnante    | Lauréat  | [ 12 ] |
| 2019  | Better Now      | Chanson gagnante    | Lauréat  | [ 12 ] |
| 2019  | Havana          | Chanson gagnante    | Lauréat  | [ 12 ] |
| 2019  | Psycho          | Chanson gagnante    | Lauréat  | [ 12 ] |
| 2019  | Wolves          | Chanson gagnante    | Lauréat  | [ 12 ] |
| 2019  | Youngblood (en) | Chanson gagnante    | Lauréat  | [ 12 ] |
| 2019  | Louis Bell      | Parolier de l'année | Lauréat  | [ 12 ] |
| 2020  | Louis Bell      | Parolier de l'année | Lauréat  | [ 13 ] |
| 2020  | Sucker          | Chanson de l'année  | Lauréat  | [ 13 ] |
| 2020  | Sucker          | Chanson gagnante    | Lauréat  | [ 13 ] |
| 2020  | Better Now      | Chanson gagnante    | Lauréat  | [ 13 ] |
| 2020  | Goodbyes        | Chanson gagnante    | Lauréat  | [ 13 ] |
| 2020  | Sunflower       | Chanson gagnante    | Lauréat  | [ 13 ] |
| 2020  | Without Me      | Chanson gagnante    | Lauréat  | [ 13 ] |
| 2020  | Wow             | Chanson gagnante    | Lauréat  | [ 13 ] |
| 2020  | Youngblood      | Chanson gagnante    | Lauréat  | [ 13 ] |
| 2020  | Circles         | Chanson gagnante    | Lauréat  | [ 13 ] |
| 2021  | Circles         | Chanson de l'année  | Lauréat  | [ 14 ] |
| 2021  | My Oh My (en)   | Chanson gagnante    | Lauréat  | [ 14 ] |

### ASCAP Rhythm & Soul Music Awards
| Année | Travail nommé | Catégorie              | Résultat | Réf.   |
| ----- | ------------- | ---------------------- | -------- | ------ |
| 2019  | Rockstar      | Chanson gagnante - rap | Lauréat  | [ 15 ] |

### Grammy Awards
| Année | Travail nommé        | Catégorie                 | Résultat   | Réf.   |
| ----- | -------------------- | ------------------------- | ---------- | ------ |
| 2019  | Beerbongs & Bentleys | Album de l'année          | Nomination | [ 16 ] |
| 2019  | Rockstar             | Enregistrement de l'année | Nomination | [ 16 ] |
| 2020  | Sunflower            | Enregistrement de l'année | Nomination | [ 16 ] |
| 2021  | Circles              | Enregistrement de l'année | Nomination | [ 16 ] |
| 2021  | Circles              | Chanson de l'année        | Nomination | [ 16 ] |
| 2021  | Ya Lil               | Chanson de l'année        | Nomination | [ 16 ] |
| 2021  | Hollywood's Bleeding | Album de l'année          | Nomination |        |

### Guild of Music Supervisors Awards
| Année | Travail nommé | Catégorie                            | Résultat   | Réf.   |
| ----- | ------------- | ------------------------------------ | ---------- | ------ |
| 2019  | Sunflower     | Meilleure chanson créée pour un film | Nomination | [ 17 ] |

### iHeartRadio Music Awards
| Année     | Travail nommé | Catégorie             | Résultat   | Réf.   |
| --------- | ------------- | --------------------- | ---------- | ------ |
| 2019 (en) | Louis Bell    | Producteur de l'année | Lauréat    | [ 7 ]  |
| 2019 (en) | Louis Bell    | Parolier de l'année   | Nomination | [ 18 ] |
| 2020 (en) | Louis Bell    | Parolier de l'année   | Lauréat    | [ 19 ] |
| 2020 (en) | Louis Bell    | Producteur de l'année | Nomination | [ 19 ] |
| 2021 (en) | Louis Bell    | Producteur de l'année | En attente | [ 20 ] |

### Secret Genius Awards
| Année | Travail nommé | Catégorie             | Résultat   | Réf.   |
| ----- | ------------- | --------------------- | ---------- | ------ |
| 2018  | Louis Bell    | Producteur de l'année | Nomination | [ 21 ] |

### World Soundtrack Awards
| Année | Travail nommé | Catégorie                   | Résultat   | Réf.   |
| ----- | ------------- | --------------------------- | ---------- | ------ |
| 2019  | Sunflower     | Meilleure chanson originale | Nomination | [ 22 ] |